# SKW-Stadion
Das SKW-Stadion ist ein Fußballstadion im Windhoeker Stadtteil Olympia und Vereinsstadion des SK Windhoek, von welchem es auch seinen Namen hat. Das SKW-Stadion fasst rund 800 Zuschauer.